# Vasile Usturoi
Vasile Usturoi (* 3. April 1997 in Bukarest, Rumänien) ist ein belgischer Boxer. Er wurde 2022 Europameister im Federgewicht.

## Karriere
Vasile Usturoi ist in Rumänien geboren und aufgewachsen. Im Alter von zwölf Jahren kam er nach Belgien und wird seit 2016 von Hubert Fierens trainiert.
Nach knapp eineinhalbjähriger Verletzungspause nahm er im Bantamgewicht an den Europaspielen 2019 in Minsk teil und besiegte Nándor Csóka, ehe er im Achtelfinale gegen Peter McGrail ausschied. Bei der Weltmeisterschaft 2019 in Jekaterinburg boxte er im Federgewicht und schlug Alexis De la Cruz, verlor jedoch anschließend gegen Chatchai Butdee.
Bei der europäischen Olympiaqualifikation 2020 in London konnte er im Federgewicht Hakan Doğan besiegen, ehe er erneut im Achtelfinale gegen Samuel Kistohurry unterlag. Im Vorrundenkampf der Weltmeisterschaft 2021 in Belgrad verlor er gegen den späteren Weltmeister Jahmal Harvey.
Sein bisher größter Erfolg war der Gewinn der Goldmedaille im Federgewicht bei der Europameisterschaft 2022 in Jerewan, nachdem er sich gegen Adam Hession, Mychajlo Dziazko, Michele Baldassi und Artur Basejan durchgesetzt hatte. Es handelte sich um die erste belgische Box-EM-Medaille seit 1955, als Daniel Hellebuyck Bronze im Bantamgewicht gewonnen hatte. Darüber hinaus wurde er der erste belgische Box-Europameister im olympischen Boxen bzw. ehemals Amateurboxen, seit der Goldmedaille von Marcel Limage im Halbschwergewicht 1951.
Bei den Europaspielen 2023 in Krakau unterlag er erst im Halbfinale gegen José Quiles und gewann dadurch eine Bronzemedaille. Bei der Europameisterschaft 2024 in Belgrad verlor er in der Vorrunde gegen Adam Hession. Bei den Olympischen Spielen 2024 in Paris verlor er in der Vorrunde gegen den Australier Charlie Senior.